# L'Iceberg
Pour plus de détails, voir Fiche technique et Distribution.
L'Iceberg est un film belge réalisé par Dominique Abel, Fiona Gordon et Bruno Romy, sorti en décembre 2005.
C'est un conte poétique et burlesque, quasi muet, à l’humour très visuel.

## Synopsis
Fiona est gérante d'un fast-food et habite dans un pavillon banal avec ses deux enfants et un mari distrait. Un soir elle s’enferme accidentellement dans une chambre froide et s’y trouve bloquée toute la nuit. Cet incident provoque chez elle un choc qui la pousse à tout plaquer pour partir vers le grand Nord, attirée irrésistiblement par un désir de froid, de glace et d’iceberg, en compagnie d’un marin sourd-muet.

## Fiche technique
- Titre : L'Iceberg
- Réalisation et scénario : Dominique Abel, Fiona Gordon et Bruno Romy
- Photographie : Sébastien Koeppel
- Son : Fred Meert
- Décors : Laura Couderc
- Costumes : Claire Dubien
- Production : Françoise Hoste et Elise Bisson
- Montage : Sandrine Deegen
- Société de production : Courage Mon Amour, coproduit avec la RTBF
- Pays d'origine :  Belgique
- Langues originales : français et inuktitut
- Format : Couleurs - Dolby Digital
- Durée : 84 minutes
- Date de sortie : décembre 2005

### Lieux de tournage
Le film a été tourné en partie à Barfleur (Manche).

## Distribution
- Fiona Gordon : Fiona
- Dominique Abel : Julien
- Philippe Martz : René le marin
- Lucy Tulugarjuk : Nattikuttuk

## Récompenses
- Meilleur film, festival du film de Zagreb
- Meilleur film, festival du film de Bogota
- Meilleur film et Meilleure actrice, festival de Kiev
- Prix d’interprétation féminine, Festival de Cinessone
- Prix du jury des jeunes, Festival de Tübingen
- Prix de la mise en scène et Prix du scénario, Festival de Ouidah